# 门达塔
门达塔（西班牙語：Mendata）是西班牙巴斯克自治区比斯开省的一个市镇。总面积22平方公里，总人口339人（2001年），人口密度15人/平方公里。